# Karol Ludwik Kortum
Karol Ludwik Kortum (ur. w 1749 w Bielsku – zm. 19 grudnia 1808 w Warszawie) – fizyk, chemik, działacz gospodarczy.

## Życiorys
Od 1783 konsyliarz królewski, 1793–1794 członek komisji ds. upadłych banków. Był doradcą rządu w sprawie wag i miar. Propagował w Polsce stosowanie piorunochronów.
Od 1802 członek Warszawskiego Towarzystwa Przyjaciół Nauk od jego założenia, wszechstronnie wykształcony, znawca fizyki, meteorologii i problemów kościoła ewangelickiego. Zapoczątkował badania meteorytów w Polsce. W 1806 nadzorował szpitale warszawskie. W latach 1803–1808 prowadził negocjacje z Austrią w sprawie dostaw soli do Księstwa Warszawskiego.